# Bothriurus chilensis
Espèce
Synonymes
- Scorpio chilensis Molina, 1782

Bothriurus chilensis est une espèce de scorpions de la famille des Bothriuridae.

## Distribution
Cette espèce a été décrite du Chili, mais son identité est actuellement incertaine.

## Étymologie
Son nom d'espèce, composé de chil[e] et du suffixe latin -ensis, « qui vit dans, qui habite », lui a été donné en référence au lieu de sa découverte, le Chili.

## Publication originale
- Molina, 1782 : Saggio sulla Storia natural del Chili. Insectos Apteros. Bologna, vol. 4, p. 215-216 & 347.